# Covelo de Valadares
Covelo de Valadares é uma aldeia da freguesia de Valadares, no concelho de São Pedro do Sul.
A aldeia é atravessada pelo rio Almoinha, um afluente do rio vouga cuja foz se situa no lugar do Pinho. Sendo um rio com um curso curto, as encostas dório são íngremes e a água fresca e muito limpa. Possui vários poços que permitem nadar, e eram utilizados pela miudagem da aldeia para aprender a nadar. Os poços maiores são o poço negro, e poço do Lela e o poço das raparigas.
O rio dispõem de vários moinhos ao longo da aldeia, que serviam em tempos para moer os cereais,maioritariamente o milho. Apesar de bonitos,e dado que não são utilizados actualmente,os moinhos encontram-se actualmente maioritariamente abandonados.
A aldeia tem actualmente xx habitantes. Possui como equipamentos públicos a capela da Senhora das Neves, a escola primária (atualmente fechada), o campo de futebol, a represa do poco negro e um parque de merendas junto ao rio.
A padroeira da aldeia é a senhora das Neves, cuja festa se celebra a 5 de Agosto. Sendo uma aldeia interior e da qual emigrou muita gente, a Festa do Covelo é normalmente uma festa animada, que serve como motivo de reunir os covelenses e os habitantes das aldeias vizinhas.